# Lagerstroemia subcostata
Lagerstroemia subcostata är en fackelblomsväxtart som beskrevs av Emil Bernhard Koehne. Lagerstroemia subcostata ingår i släktet Lagerstroemia och familjen fackelblomsväxter. Utöver nominatformen finns också underarten L. s. fauriei.

## Bildgalleri

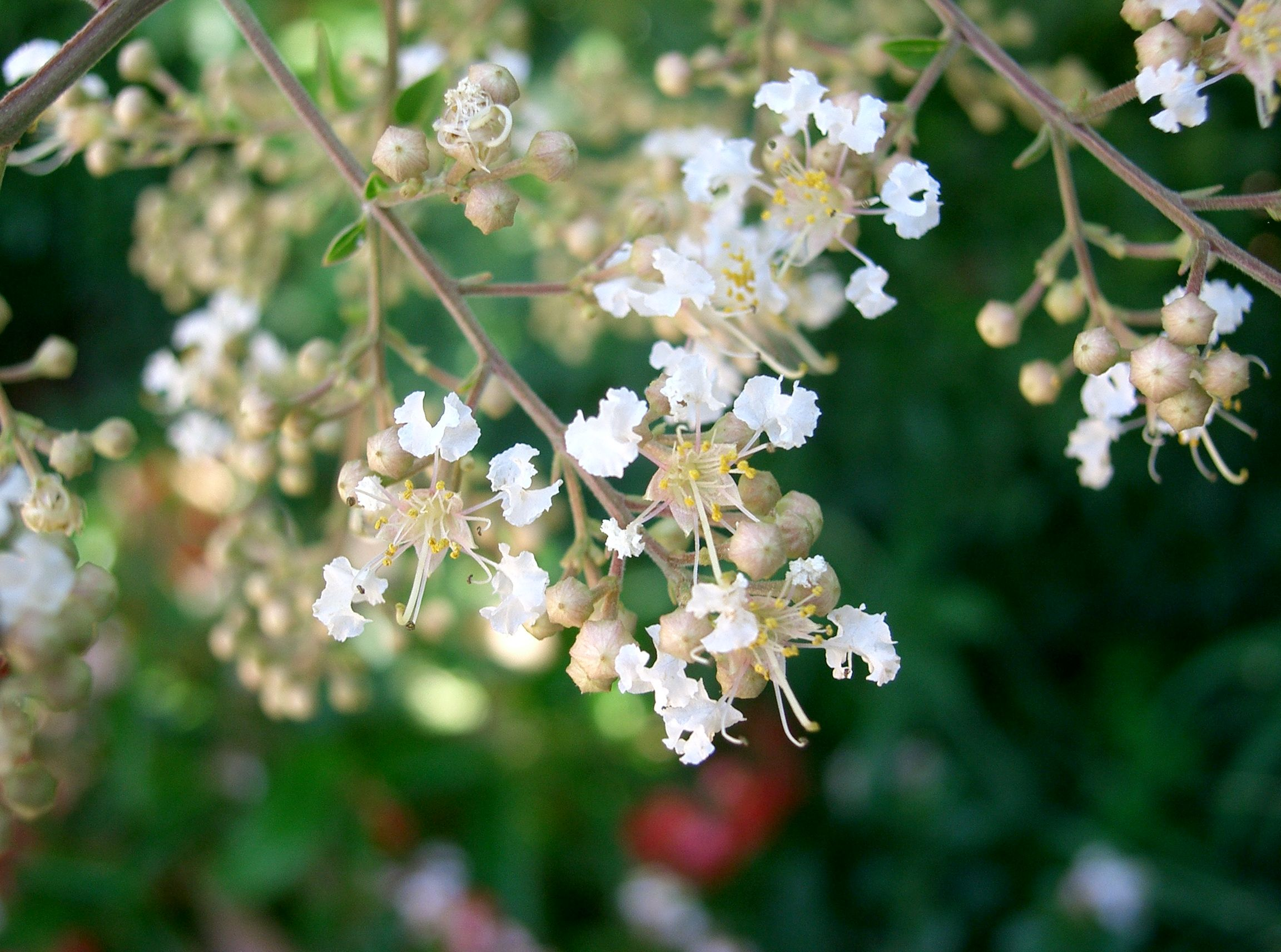
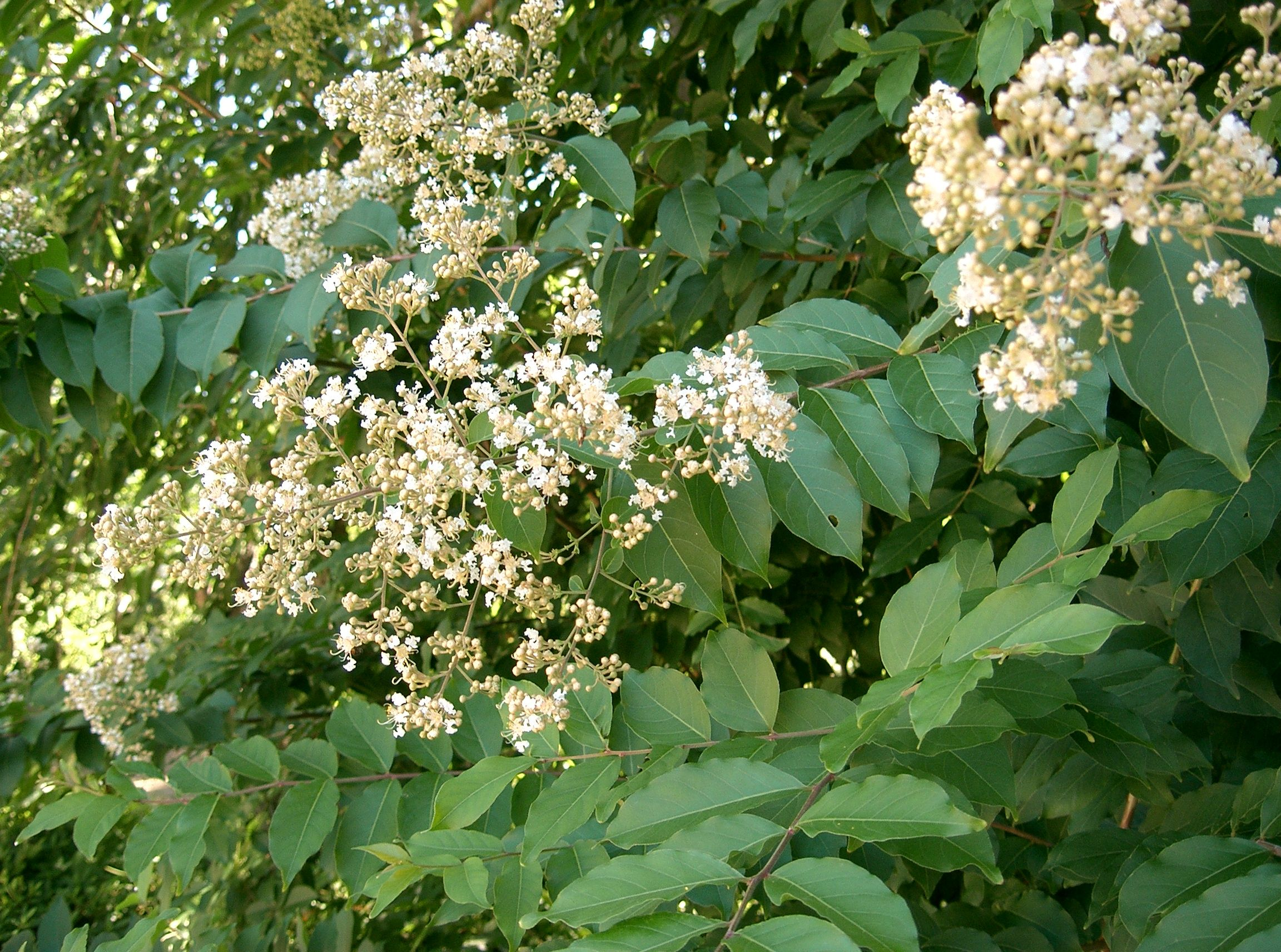
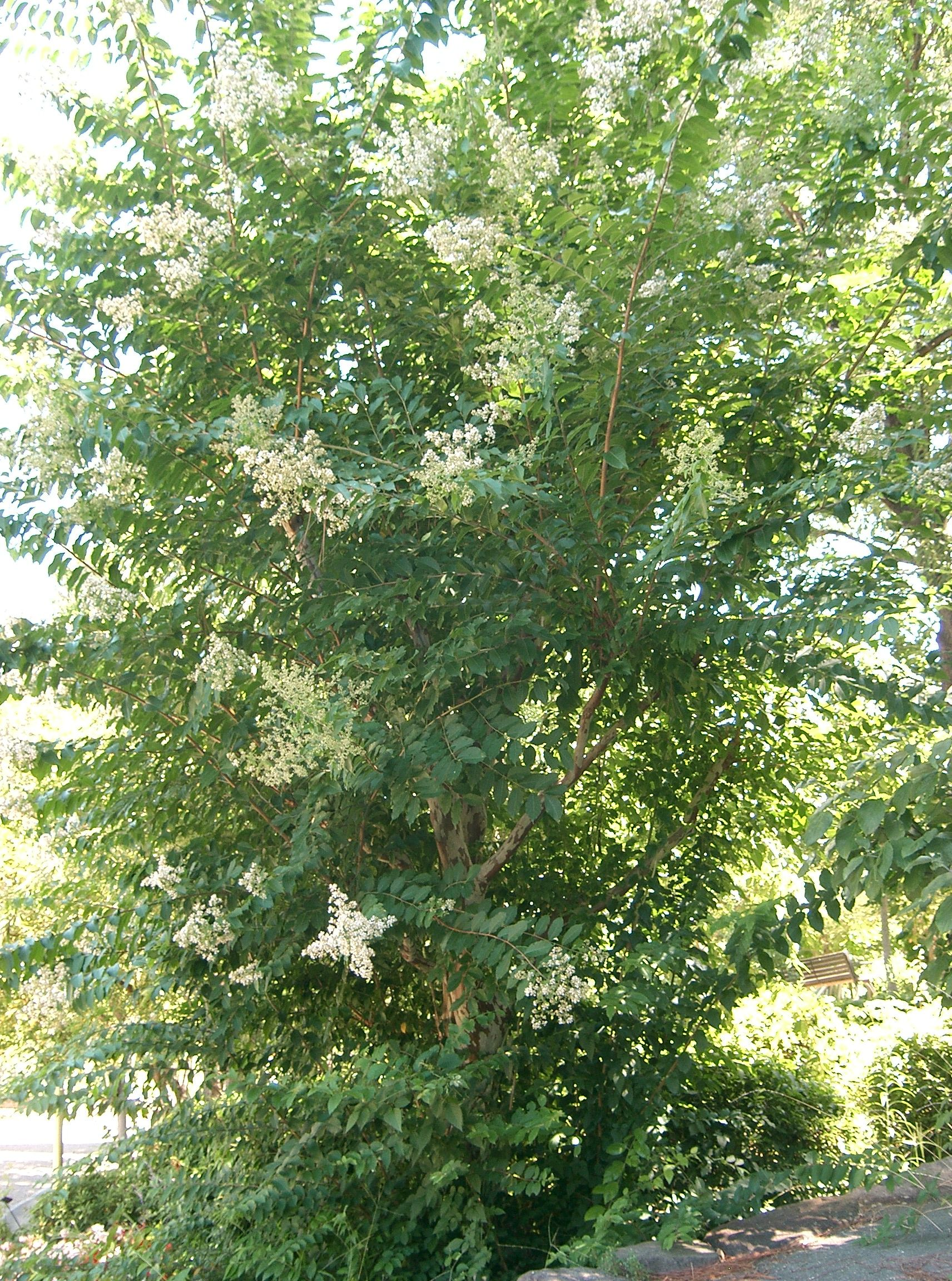
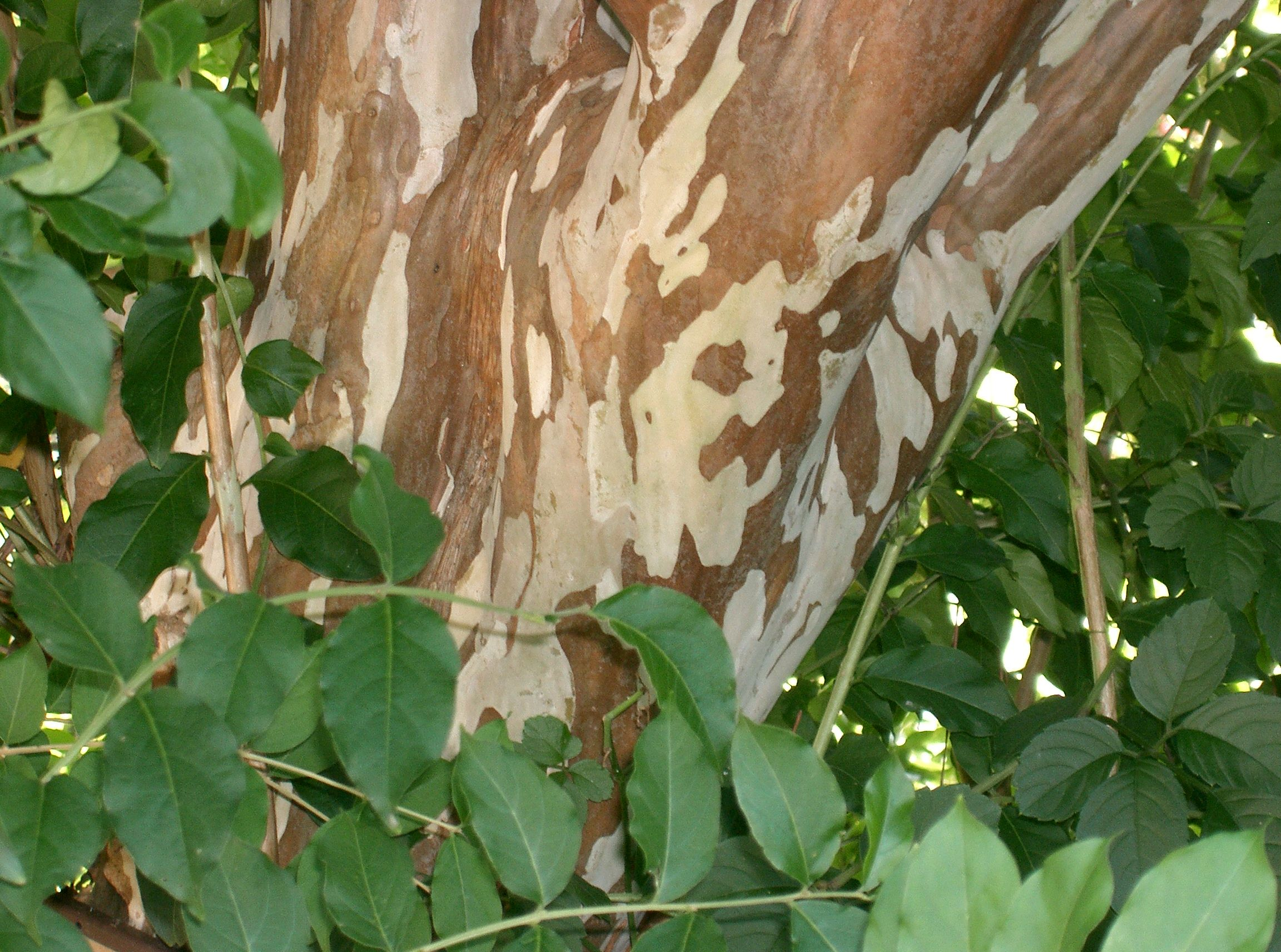
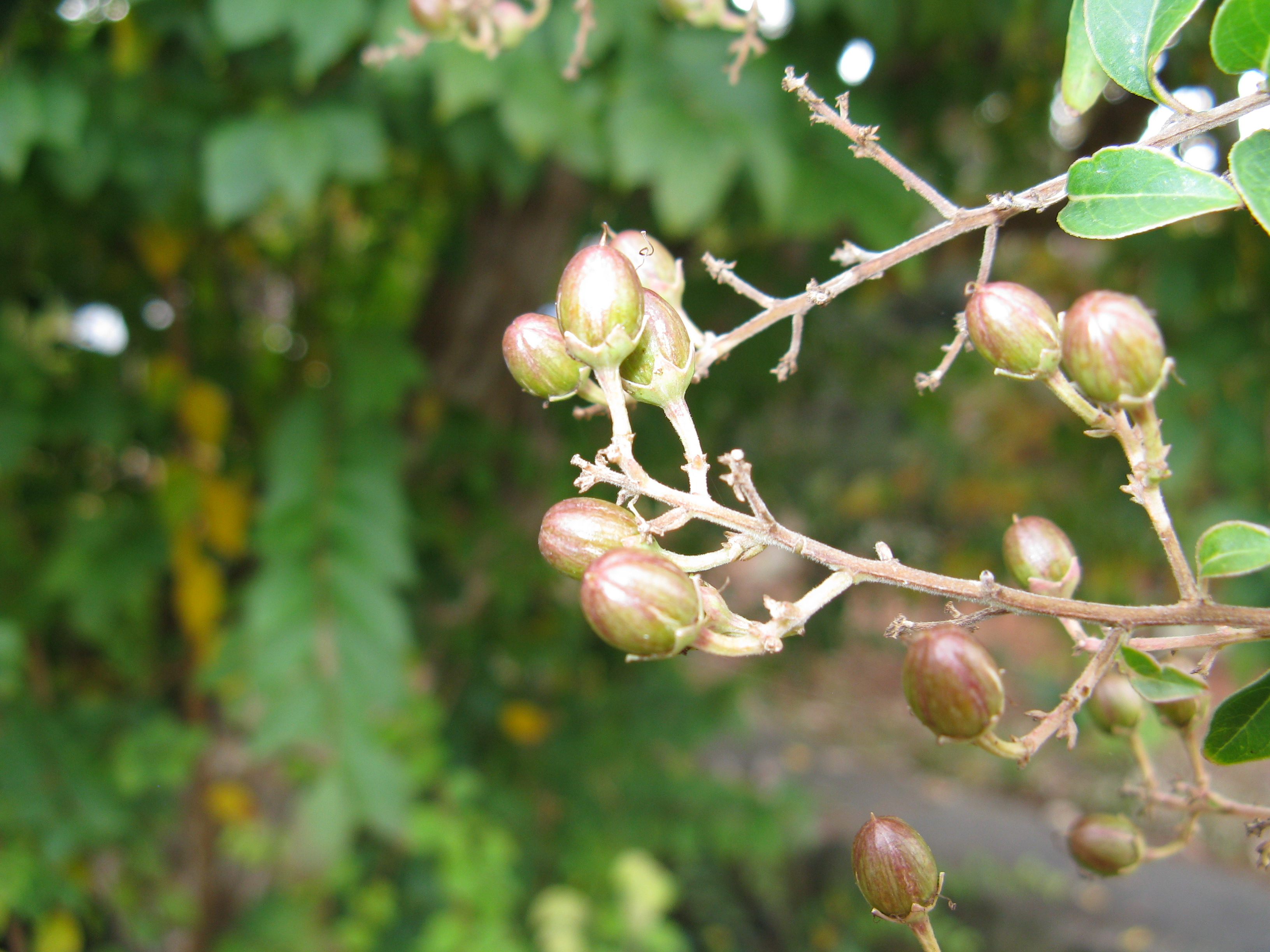
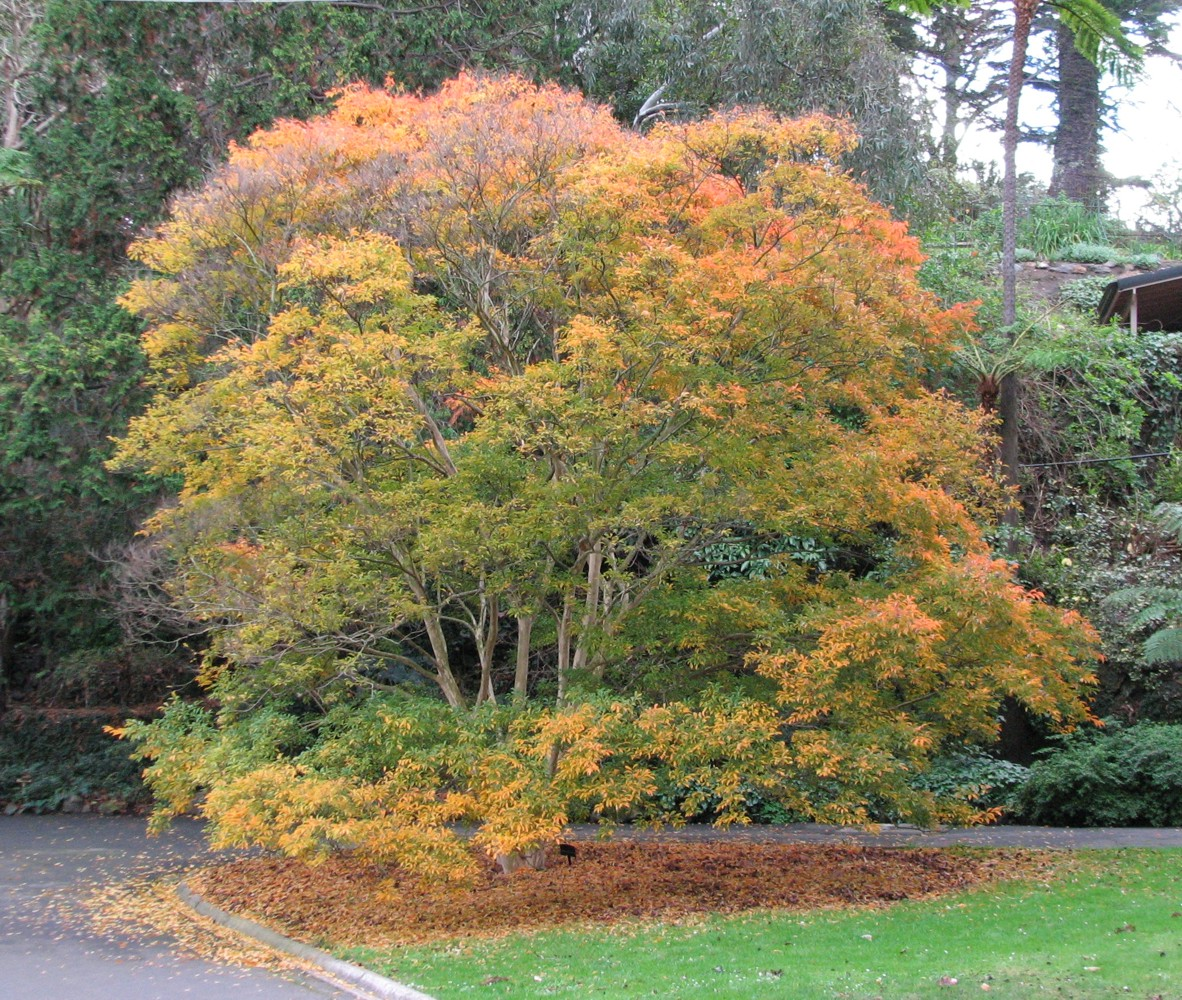